# Новоівановка (Тісульський округ)
Новоіва́новка (рос. Новоивановка) — присілок у складі Тісульського округу Кемеровської області, Росія.

## Населення
Населення — 1 особа (2010; 38 у 2002).
Національний склад (станом на 2002 рік):
- росіяни — 100 %